# You Can't Catch Me (álbum)
You Can't Catch Me (grafado como You can't catch me) é o nono álbum de estúdio de Maaya Sakamoto. Foi lançado em 12 de janeiro de 2011 pela FlyingDog, um selo da gravadora Victor Entertainment, e possui doze faixas.

## Produção
Uma edição limitada foi lançada. Ela contém um CD extra com sete faixas em áudio do DVD/blu-ray Maaya Sakamoto 15th Memorial Live Gift at Budokan, lançado um ano antes.
O grande e variado time de compositores foi parte da promoção do álbum, onde cada música e seus criadores foram anunciados semanalmente.
Um videoclipe para a música "Himitsu" foi produzido.

## Recepção
O álbum ficou oito semanas no Oricon Albums Chart, chegando à 1ª posição. Também chegou à 1ª posição na Billboard Japan, e à 2ª posição na Tower Records. Foi o primeiro álbum ou single da artista a atingir a primeira posição na Oricon.
Ao analisar o álbum, o CD Journal disse que ele "é cheio de variedade, criado com fantásticos compositores. É um resumo de sua jornada através de vários desafios. Um novo início marcando quinze anos de sua carreira."
Takao Kito, da Tower Records, disse que "acima de tudo, Sakamoto é muito elogiada como cantora com uma voz atraente. Este trabalho é uma excepcional coleção de músicas pop criadas por um um baita time de produtores. O rico e sofisticado design de som vale a pena ser ouvido." Ainda destaca a música "DOWN TOWN".

## Legado
A faixa "DOWN TOWN" foi usada como abertura do anime Soredemo Machi wa Mawatteiru. O single com a música chegou à 5ª ´posição no Oricon Singles Chart, 9ª na Billboard Japan, e 16ª na Billboard Japan Hot 100.
A faixa "Utsukushii Hito", além de ter sido o primeiro single da cantora lançado apenas de forma digital, foi usada como música-tema para o Kentoushi Fune Saigen Project, uma colaboração entre o Japão e a China, parte da Expo 2010, onde uma réplica de um navio da Dinastia Tang foi feita. Originalmente, a embarcação levou emissários japoneses para território chinês. Sakamoto apresentou a música ao vivo na cerimônia de partida do navio em Osaka.

## Faixas
| N.º            | Título                                                             | Letras            | Música              | Arranjo          | Duração |  |
| 1.             | "eternal return"                                                   | M. Sakamoto       | Atsushi Suemitsu    | A. Suemitsu      | 4:14    |  |
| 2.             | "Himitsu"                                                          | M. Sakamoto       | Jun Shibata         | Zentaro Watanabe | 4:33    |  |
| 3.             | "DOWN TOWN" (cover de Sugar Babe, de Soredemo Machi wa Mawatteiru) | Ginji Ito         | Tatsuro Yamashita   | Takayuki Hattori | 3:55    |  |
| 4.             | "Utsukushii Hito"                                                  | M. Sakamoto       | Yoko Kanno          | Y. Kanno         | 5:02    |  |
| 5.             | "Kimi no Sei"                                                      | Kenji Watanabe    | K. Watanabe         | suneohair        | 5:12    |  |
| 6.             | "Zero to Ichi"                                                     | Shintaro Tokita   | S. Tokita           | Masato Ishinari  | 4:42    |  |
| 7.             | "Mizuumi"                                                          | M. Sakamoto       | Caoli Cano          | C. Cano          | 6:08    |  |
| 8.             | "stand up,girls!"                                                  | M. Sakamoto       | Syoko Suzuki        | S. Suzuki        | 3:47    |  |
| 9.             | "Mirai Chizu"                                                      | Hidetoshi Sakurai | H. Sakurai          | H. Sakurai       | 4:50    |  |
| 10.            | "Moonlight (Mata wa "Kimi ga Nemuru Tame no Ongaku")"              | M. Sakamoto       | Takaki Horigome     | Keiichi Tomita   | 4:48    |  |
| 11.            | "Tegami"                                                           | M. Sakamoto       | Katsutoshi Kitagawa | K. Kitagawa      | 2:19    |  |
| 12.            | "Topia"                                                            | M. Sakamoto       | Kana Yabuki         | Shin Kono        | 5:05    |  |
| Duração total: | Duração total:                                                     | Duração total:    | Duração total:      | Duração total:   | 54:35   |  |

| N.º            | Título                                            | Letras         | Música         | Arranjo        | Duração |  |
| 1.             | "everywhere -opening-"                            | M. Sakamoto    | M. Sakamoto    |                | 1:33    |  |
| 2.             | "Gift" (de CLAMP School Detectives)               | Y. Iwasato     | Y. Kanno       |                | 5:30    |  |
| 3.             | "Hemisphere" (de RahXephon)                       | Y. Iwasato     | Y. Kanno       |                | 4:20    |  |
| 4.             | "0331medley" (composto de trechos de dez músicas) | vários         | Y. Kanno       |                | 11:26   |  |
| 5.             | "I.D."                                            | M. Sakamoto    | Y. Kanno       |                | 5:19    |  |
| 6.             | "Magic Number" (de Kobato)                        | M. Sakamoto    | K. Kitagawa    |                | 5:33    |  |
| 7.             | "everywhere -piano&vocal-"                        |                |                |                | 5:08    |  |
| Duração total: | Duração total:                                    | Duração total: | Duração total: | Duração total: | 38:49   |  |